# Lithostege flavicornata
Lithostege flavicornata là một loài bướm đêm trong họ Geometridae.